# Heart in Diamond
Heart in Diamond es una empresa británica especializada en la creación de diamantes conmemorativos para sus clientes, creados a partir del extracto de carbono de las cenizas incineradas. La empresa se fundó en el Reino Unido en 2005.

## Historia
Un "diamante conmemorativo" es un diamante cultivado en laboratorio a partir de las cenizas de seres humanos o animales. Más concretamente, el diamante está compuesto por el carbono extraído del ser humano o del animal doméstico.
Los diamantes cultivados en laboratorio tienen una gran historia. Estos diamantes se remontan a los años 50. Sin embargo, los diamantes conmemorativos son un desarrollo relativamente reciente. Estos diamantes comenzaron a aparecer en el mercado en la década de 2000. Muchas empresas han afirmado ser las primeras que idearon el concepto de diamantes conmemorativos. Sin embargo, la primera empresa que inició su actividad a escala comercial fue Heart in Diamond.

## Proceso de producción
Cada diamante se produce en la propia planta de producción europea de la empresa que está equipada con HPHT máquinas. Trabajan según las necesidades del cliente. Para garantizar la mejor calidad, se siguen todos los protocolos de patentes.

## Certificaciones
Además de proporcionar sus propias certificaciones, Heart in Diamond también proporciona a sus clientes otros certificados para fomentar la confianza. Estos certificados provienen de sus socios en diferentes partes del mundo. Las certificaciones proceden de las siguientes instituciones:
- GIA (Instituto Gemológico de América)[13]
- EGL (Laboratorio Gemológico Europeo)[13]
- IGI (Instituto Gemológico Internacional)[14]